# 黑帶後頜魚
黑帶後頜魚（学名：Opistognathus hongkongiensis），又名香港後頜鰧、後頜鱚、狗旗仔，为後頜魚科後頜鰧屬下的一个种。

## 扩展阅读
- 維基物種上的相關：黑帶後頜魚